# سوالکیا

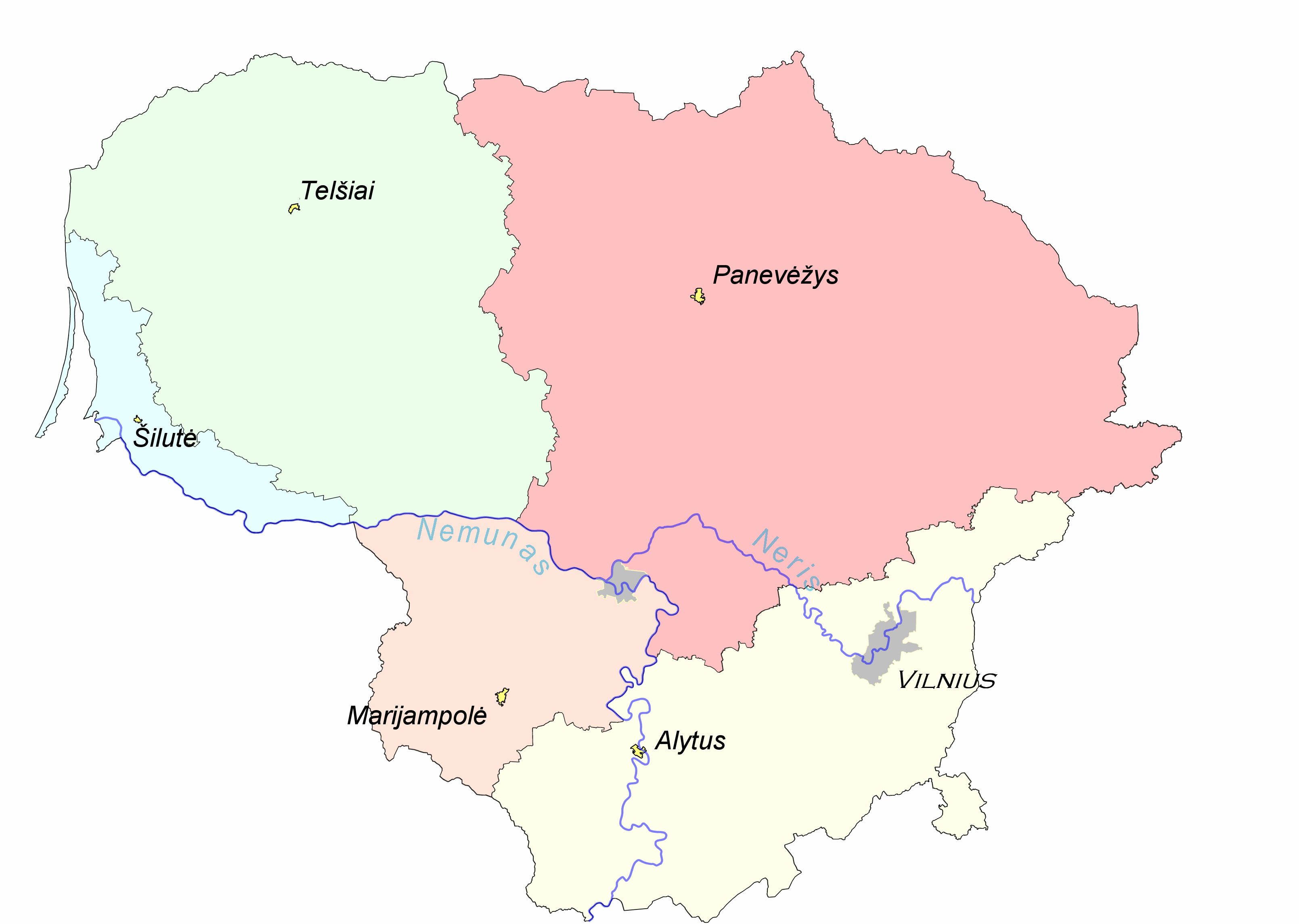
منطقه سوالکیا (رنگ صورتی)

سوالکیا (لیتوانیایی: [Sūduva یا Suvalkija یا Užnemunė] Error: {{Lang}}: متن دارای نشانه‌گذاری ایتالیک است (راهنما)) کوچک‌ترین منطقه لیتوانی است در جنوب غربی این کشور قرار دارد.